# Andora na zimowych igrzyskach olimpijskich
Reprezentanci Andory występują na zimowych igrzyskach olimpijskich nieprzerwanie od 1976 roku.
Na razie Andora nie zdobyła żadnego medalu podczas zimowych igrzysk olimpijskich.

## Klasyfikacja medalowa
| Miejsce             |   |   |   | Razem |
| ------------------- | - | - | - | ----- |
| 1976 Innsbruck      | 0 | 0 | 0 | 0     |
| 1980 Lake Placid    | 0 | 0 | 0 | 0     |
| 1984 Sarajewo       | 0 | 0 | 0 | 0     |
| 1988 Calgary        | 0 | 0 | 0 | 0     |
| 1992 Albertville    | 0 | 0 | 0 | 0     |
| 1994 Lillehammer    | 0 | 0 | 0 | 0     |
| 1988 Nagano         | 0 | 0 | 0 | 0     |
| 2002 Salt Lake City | 0 | 0 | 0 | 0     |
| 2006 Turyn          | 0 | 0 | 0 | 0     |
| 2010 Vancouver      | 0 | 0 | 0 | 0     |

## Medaliści zimowych igrzysk olimpijskich pochodzących z Andory

### Złote medale
Brak

### Srebrne medale
Brak

### Brązowe medale
Brak